# الإقليم الشمالي (أستراليا)
الإقليم الشمالي هو ولاية في أستراليا، تحتل جزء كبيرا من وسط القارة في البر الرئيسي، وكذلك وسط المناطق الشمالية. لها حدود مشتركة مع أستراليا الغربية في غرب وجنوب أستراليا، مع كوينزلاند في الشمال الشرقي. يحد الإقليم بحر تيمور، بحر آرافورا. على الرغم من مساحته الكبيرة (أكثر من 1,349,129 كم2) مما يجعلها ثالث أكبر أقاليم أستراليا. الكثافة السكانية منخفضة، حيث يبلغ عدد سكانها 217,559 نسمة، وهي الأقل سكاناً في الأقاليم.
يعد الإقليم بشكل عام صحراوياً، ويحتوي على بعض المعالم المشهورة مثل الألورو أو الآيرس روك، وهي صخرة يقدسها السكان الأصليون لأستراليا.
العاصمة هي داروين. لا يتمركز السكان في المناطق الساحلية، وإنما على طول الطريق السريع ستيوارت. المدن الرئيسية الأخرى هي كاثرين، أليس سبرينغز تينات كريك ونهولونبوي ويوجد شمال الإقليم بـ100كم جزيرتان تدعيان جزر تيوي. سكان الإقليم الشمالي يعرفون باسم الإقليميين (بالإنجليزية: Territorians)‏.
اليوم يقوم الاقتصاد على السياحة، وخصوصا محمية كاكادو الحديقة الوطنية في الشمال ومحمية أولورو-كاتا تجوتا في جنوب أستراليا الشمالية وموقعها يكون في وسط أستراليا تقريبا وكذلك التعدين.

## الجغرافيا والمناخ
على الرغم من أن حوالي 80% من مساحة الإقليم الشمالي تقع في المنطقة المدارية، إلا أن الجزء الشمالي منه، المعروف باسم الطرف العلوي، والذي يمثل 25% فقط من مساحته، وحده يتسم بالخصائص المعروفة عن المناخ الذي يسود المناطق المدارية. وتتميز تلك المنطقة بغابات السافانا وتتناثر فيها بعض مناطق من الغابات الممطرة، أما في الجزء الشمال الشرقي منها فترتفع هضبة «آرنهم لاند» بشكل مفاجئ بدءً من السهل حتى تصل إلى خليج كاربنتاريا. وتتكون غالبية المنطقة الجنوبية من الإقليم، والتي تشكل 75% من مساحته الإجمالية، من صحراء أو سهول شبه جافة. المنطقة الجنوبية الغربية من الإقليم هي سلسلة جبال ماكدونل (MacDonnell). أما الأنهار في المقاطعة فهي فيكتوريا ودالي وأدليد وروبر، وجميعها تصب في البحار الشمالية.
وتجدر الإشارة إلى أن المناخ السائد في منطقة الطرف العلوي، شأنه في ذلك شأن بقية المناطق الشمالية في أستراليا (في شمال كلا من أستراليا الغربية وكوينزلاند)، يتميز بأنه يجمع بين الجفاف والمطر، حيث يتفاوت الحد الأقصى لدرجات الحرارة بين 30 و 34 درجة مئوية والحد الأدنى بين 19 و26 درجة مئوية، أما في وسط المنطقة، فيتميز المناخ بتقلب درجة الحرارة به بشكل كبير، حيث تهبط إلى ما دون درجة التجمد ليلا في فصل الشتاء وترتفع لتزيد عن 40 درجة في فصل الصيف. ولذا فإن أفضل الفترات المناسبة لزيارة كل من منطقة الوسط والجزء العلوي هي شهري يونيو ويوليو، مع إن المناخ يصبح لطيفاً جداً في منطقة الوسط بدءً من شهر أبريل.
ومن مظاهر الجمال التي يتميز بها الطرف العلوي في فصل الأمطار أن كل شيء يكتسي باللون الأخضر، وإن يكن ذلك مصحوبا بالعواصف الرعدية وبالتالي يقل نسبيا عدد زائريه من السياح. وبالنظر إلى أن ارتفاع درجة الحرارة الذي يصاحبه ارتفاع في مستوى الرطوبة النسبية يؤدي في بعض الأحيان إلى نشوء أوضاع مناخية لا يمكن احتمالها، لذلك يتم إغلاق بعض المنتزهات الوطنية بشكل كلي أو جزئي.

## معرض صور

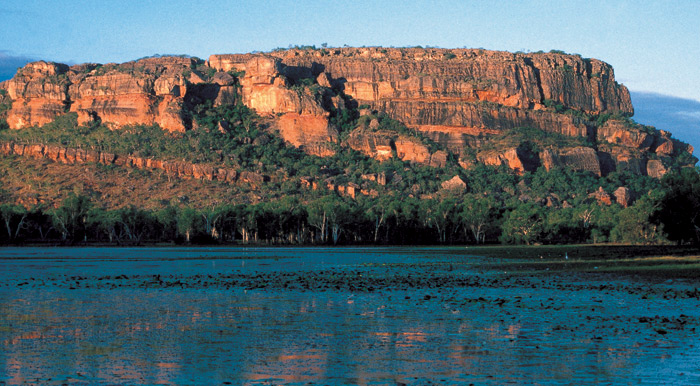
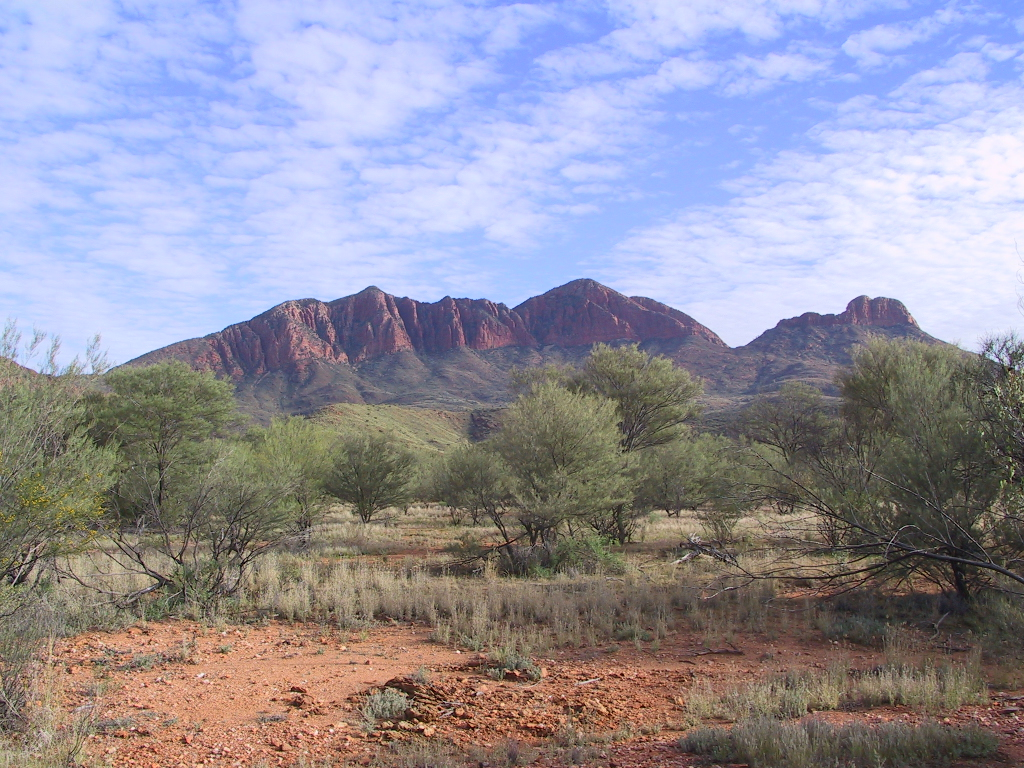
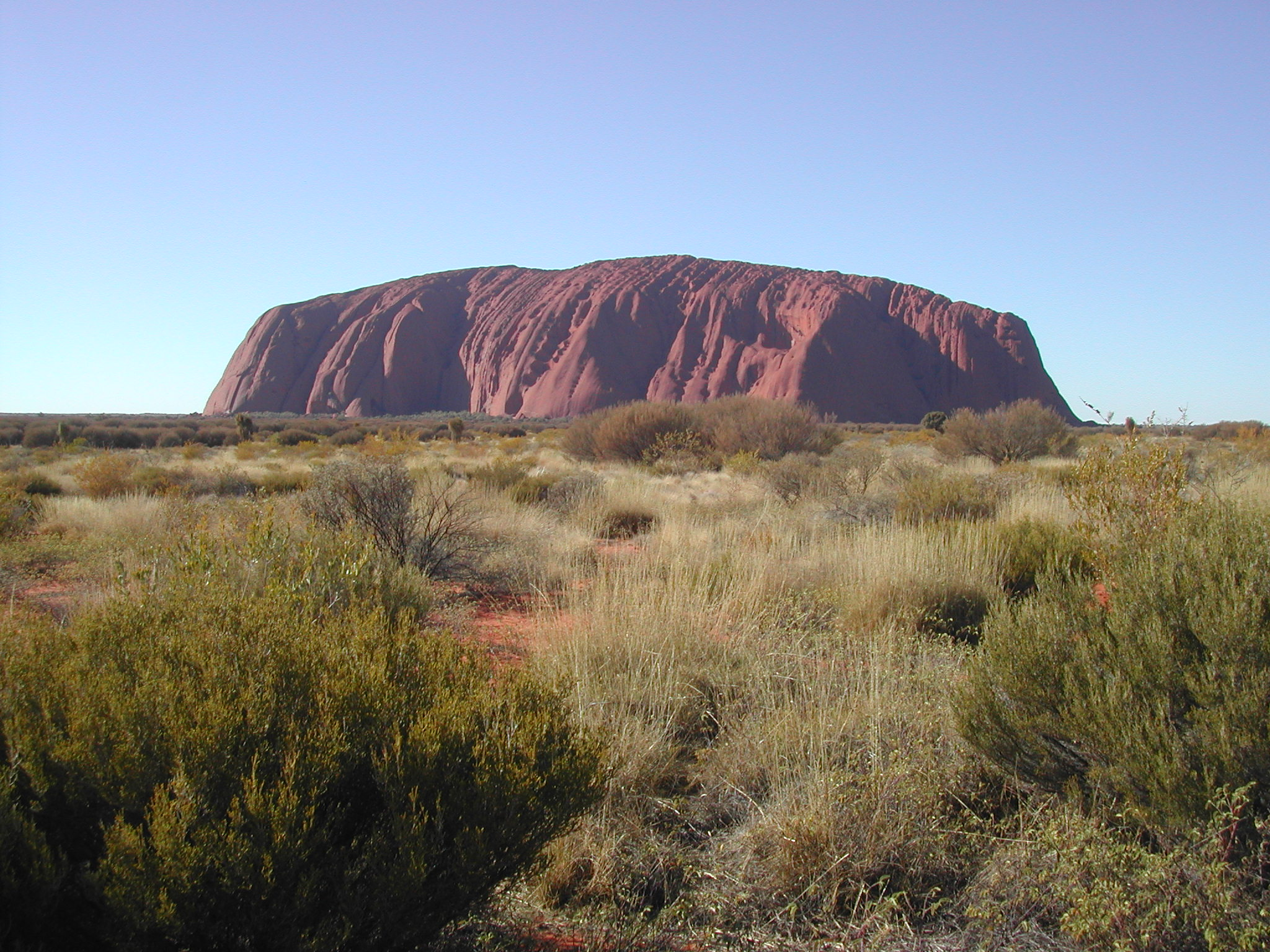
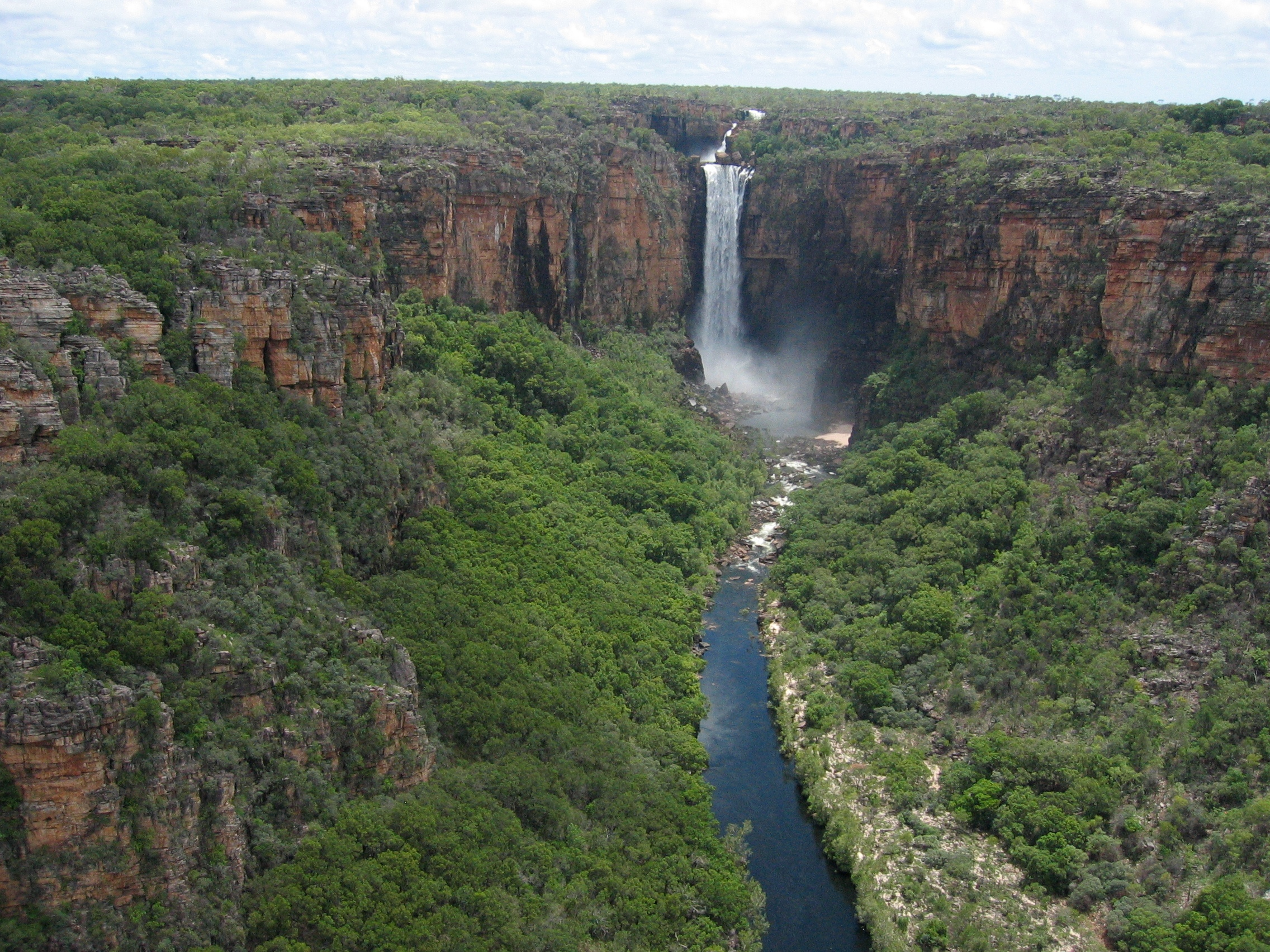

## وصلات خارجية
- الموقع الرسمي